# Ospino (khu tự quản)
Ospino là một khu tự quản thuộc bang Portuguesa, Venezuela. Thủ phủ của khu tự quản Ospino đóng tại Ospino. Khự tự quản Ospino có diện tích 1675 km2, dân số theo điều tra dân số ngày 21 tháng 10 năm 2001 là 39215 người.